# Лютервілл (Меріленд)
Лютервілл (англ. Lutherville) — переписна місцевість (CDP) в США, в окрузі Балтимор штату Меріленд. Населення — 6835 осіб (2020).

## Географія
Лютервілл розташований за координатами 39°25′26″ пн. ш. 76°37′4″ зх. д. / 39.42389° пн. ш. 76.61778° зх. д. (39.423969, -76.617670).  За даними Бюро перепису населення США в 2010 році переписна місцевість мала площу 5,47 км², уся площа — суходіл.

## Демографія
Згідно з переписом 2010 року, у переписній місцевості мешкали 6504 особи в 2672 домогосподарствах у складі 1800 родин. Густота населення становила 1188 осіб/км².  Було 2785 помешкань (509/км²).
Расовий склад населення:
| - 85,0 % — білих - 8,2 % — азіатів - 3,4 % — чорних або афроамериканців - 0,2 % — вихідців з тихоокеанських островів - 0,2 % — корінних американців |

До двох чи більше рас належало 2,2 %. Частка іспаномовних становила 3,3 % від усіх жителів.
За віковим діапазоном населення розподілялося таким чином: 21,9 % — особи молодші 18 років, 58,5 % — особи у віці 18—64 років, 19,6 % — особи у віці 65 років та старші. Медіана віку мешканця становила 45,0 року. На 100 осіб жіночої статі у переписній місцевості припадало 90,6 чоловіків;  на 100 жінок у віці від 18 років та старших — 87,0 чоловіків також старших 18 років.
Середній дохід на одне домашнє господарство  становив 104 139 доларів США (медіана — 91 531), а середній дохід на одну сім'ю — 122 282 долари (медіана — 108 854). Медіана доходів становила 72 174 долари для чоловіків та 65 625 доларів для жінок. За межею бідності перебувало 4,3 % осіб, у тому числі 1,1 % дітей у віці до 18 років та 8,0 % осіб у віці 65 років та старших.
Цивільне працевлаштоване населення становило 3362 особи. Основні галузі зайнятості: освіта, охорона здоров'я та соціальна допомога — 28,1 %, науковці, спеціалісти, менеджери — 18,0 %, роздрібна торгівля — 10,5 %, фінанси, страхування та нерухомість — 9,9 %.